# Hans Hotter
Hans Hotter (19 de enero de 1909 - 6 de diciembre de 2003) fue un bajo-barítono alemán, considerado uno de los mejores cantantes del siglo XX por sus intervenciones en el repertorio de la canción alemana o Lied, Richard Strauss y repertorio wagneriano.
Es referencia ineludible como Wotan en El anillo del nibelungo, El holandés errante y el zapatero Hans Sachs en Los maestros cantores de Núremberg, además de Pizarro en Fidelio de Beethoven, Falstaff (Verdi), el Rey Marke en Tristan und Isolde, el Gran Inquisidor en Don Carlos, Borromeo en Palestrina, Borís Godunov, el poeta Olivier de la ópera Capricho (papel que Richard Strauss compuso para el) y Gurnemanz en Parsifal. 
Media dos metros y sus colegas vieneses lo llamaban "Dios", porque Hotter fue el dios Wotan por excelencia en El anillo del nibelungo. Su voz poseía extraordinaria riqueza timbrica y resonancia, inmenso volumen, fiato inmaculado, regulaciones dinámicas escalofriantes y nobleza de canto sin par. Con más de 100 papeles, desde todo punto de vista, fue uno de los colosos del canto del siglo XX.

## 1909-1945
El hijo de Karl Hotter y Kreszentia Winklmayr nació en Offenbach am Main, la familia se mudó a Múnich (él se consideraba muniqués) y el padre murió cuando Hans era muy joven. Hotter perteneció a una familia de herreros y estudiaba dirección orquestal, de coros, piano y órgano en la Academia de Música de Múnich, era organista de iglesia hasta que quiso aprender canto para complementar sus estudios. Cuando el tenor retirado Matthaus Römer (que había sido discípulo del legendario tenor polaco Jean de Reszke y había cantado en Bayreuth en 1909 con Karl Muck) lo escuchó, lo impulso a seguir esta dirección convenciendo a su madre que prefería otra carrera para su hijo. 
Römer fue un inspirado maestro y guía en la carrera del futuro artista que debutó en 1928 en El Mesías de Handel y en 1929 como El orador de La flauta mágica de Mozart en Troppau (Checoslovaquia) donde permaneció hasta 1931. Se perfecciona en Berlín con Rudolf Bockelmann y audiciona para el director Clemens Krauss que dijo Es usted demasiado joven para los papeles grandes y demasiado grande para los pequeños. El director le dirá "En unos años lo llamaré". 
Gracias al Dr. Paul Eger, que lo animó a dejar Berlín para foguearse en teatros pequeños y huir de la densa atmósfera política de esa época, Hotter fue parte del elenco de la Opera de Breslau y Praga entre 1932 y 1934 donde cantará Massetto, Monterone, el Heraldo en Lohengrin, Don Pizarro y otros dirigidos por George Szell y en la sala de conciertos el Réquiem de Verdi con Bruno Walter, íntimo amigo de su maestro Römer. El joven cantante será llamado al orden por la embajada alemana en Praga cuando trasciende su imitación burlándose de Hitler entre colegas y amigos. En 1935 debutará en el Liceo barcelonés y en la Opera de Hamburgo cantará Alfio, Don Pizarro, Amonasro, Falstaff, Iago y Escamillo. Irá dejando las partes de barítono para internarse en las de bajo-barítono que le darían fama internacional. 
En 1937 cantará Mathis der Maler de Paul Hindemith y obtiene un permiso para cantar fuera del país un concierto Wagner con el director judío Bruno Walter en el Concertgebouw de Ámsterdam, quien lo insta a dejar Alemania pero Hotter imposibilitado de emigrar legalmente y temiendo la ley de "Sippenhaft" (por la cual todos los miembros de la familia debían "responder" por aquel que hubiera desertado del suelo patrio) decide regresar a proteger a su flamante esposa, hijo recién nacido, su anciana madre y un hermano, el teólogo antinazi Karl Hotter, que ya sufría proscripción y posterior persecución por el régimen. Ante la imposibilidad de poder garantizar sustento a su familia, Walter le aconseja volver a Múnich.(1)
En 1937 canta en Múnich El holandés errante de Wagner bajo Clemens Krauss con éxito rotundo, en 1938 canta en el estreno mundial de Friedenstag (Día de paz) de Richard Strauss junto a Viorica Ursuleac y Ludwig Weber y es llamado a grabar Wotan en Viena para el segundo acto de La Valquiria con Bruno Seidler-Winkler. Entonces cantará en la Wiener Staatsoper (1939 como Jokanáan en Salomé), Paris (1939, el Wanderer de Siegfried), La Scala de Milán (1940) y el Festival de Salzburgo (1942). Asimismo participará en las antológicas grabaciones de lieder a cargo de Michael Raucheisen. Se mantendrá lejos del festival de Bayreuth a toda costa, en ese período uno de los centros de adulación a Hitler debido al fanatismo de Winifred Wagner.(1)
En 1942 participa en el estreno mundial de Capriccio de Richard Strauss en el papel de Olivier (luego será el más famoso La Roche en la misma ópera) y en 1944 en el ensayo general de El amor de Danae también de Strauss en Salzburgo, que no llega a estrenarse debido al cierre de todos los teatros ante la Guerra Total.
Finalizada la contienda, aunque nunca fue considerado simpatizante del régimen ni perteneció al partido es sometido al obligatorio proceso de desnazificación, al preguntársele si Hitler tenía sus discos el responde "En efecto, también los tiene el Papa".

## 1946-2003
En 1946 se reincorpora a la escena como Don Giovanni en Viena donde canta Macbeth de Verdi, Falstaff y Basilio de El barbero de Sevilla. Como parte de la compañía vienes debuta en 1947 debutó en el Covent Garden donde es invitado en 1948 a cantar junto a Kirsten Flagstad.
En 1948 Erich Kleiber lo invita al Teatro Colón (Buenos Aires) donde cantará Kurwenal en Tristán e Isolda junto a Kirsten Flagstad, Viorica Ursuleac, Set Svanholm y Ludwig Weber; Gunther en El ocaso de los dioses y Kaspar en Der Freischütz. Regresa en 1949 como Don Giovanni junto a Hilde Konetzni y Anton Dermota y como Hans Sachs en Los maestros cantores de Núremberg, siempre dirigido por Kleiber. 
En 1960 y 1962 volverá a Buenos Aires como Wotan, el Gran Inquisidor y para recitales de cámara.
Canta en los principales teatros de ópera del mundo, a pesar de que tuvo una relación difícil con el director Rudolf Bing del Metropolitan Opera de Nueva York donde debutó en 1950 como el holandés junto a Astrid Varnay. Permanece con la compañía metropolitana por cuatro temporadas cantando Parsifal, Götterdämmerung, Tristan e Isolda, Don Carlo, Los maestros cantores de Núremberg, Elektra (Orestes) y Salomé (en el debut de Ljuba Welitsch dirigido por Fritz Reiner) totalizando 39 funciones.
En 1951 canta Hans Sachs con Thomas Beecham en Londres. En 1952 debutó en el Festival de Bayreuth como Kurwenal dirigido por Herbert von Karajan y como Wotan. Se convirtió en uno de los pilares del festival donde actuó hasta 1966. Incomparable Wotan, Gurnemanz, Hans Sachs y el holandés.
En 1971 creó el papel del maestro de escuela en el estreno de La visita de la vieja dama de Gottfried von Einem y obtuvo gran éxito como Moisés en Moisés y Aarón de Arnold Schoenberg. Su último Wotan fue en 1972 retirándose oficialmente en 1978 como El gran inquisidor en Don Carlo de Verdi (papel que cantó 400 veces) a pesar de que siguió cantando papeles como Schigolch de Lulu de Alban Berg hasta la década de los noventa. También participó como el Narrador en las Gurre Lieder de Schoenberg con la Filarmónica de New York dirigido por Zubin Mehta.

## Hotter como liederista
Hotter fue además un incomparable cantante de Lied, especialista en obras de Hugo Wolf, Loewe, Schumann, Nicolai, Reger y en especial del ciclo Winterreise de Franz Schubert del que realizó tres grabaciones y de cantatas y oratorios de Bach y Brahms. 
Así lo describía el severo crítico y musicólogo argentino Jorge D'Urbano en uno de sus conciertos en Buenos Aires en 1961: Resulta difícil imaginar un artista, cuya voz y porte encuentran adecuado ambiente en el Wotan wagneriano o en el Gaspar del “Freischutz”, capaz de afrontar el refinamiento y la delicadeza expresiva de Schubert. El problema de muchos cantantes es que tienen poca voz para la parte que desempeñan. El de Hotter es que tiene demasiada voz para “El viaje de invierno”. Es materia de rendida admiración para este oyente que haya podido reducirla a los límites extremos sin perder en el intento nada de su dominio expresivo ni de su control técnico. Su enfoque de la obra no es anecdótico. Por encima de los contrastes dramáticos que ella ofrece, destacó siempre el clima espiritual y la continuidad de su particular emoción. Y habiendo renunciaddo a cualquier efecto expresivo que no fuese indispensable para la necesaria comprensión del asunto, la austeridad que puso en juego fue a la vez intensa y convincente. Cuando finalizó el último lied, tan cargado de presagios y pertinaz insistencia, había en la sala una tensión emocional cuya calidad sólo alcanzan los grandes artistas.... Cuando salí de la sala estaba seguro de haber escuchado una notable interpretación. Pero, a diferencia de tantas veces, la música siguió madurando dentro de mí y a medida que pasaron las horas fue creciendo mi admiración hasta el punto de comprender que había escuchado algo absolutamente memorable. No tengo reparo en confesarlo. Y sí agradecimiento por quienes consiguieron que me enriqueciera en semejante proporción.
Sus versiones de la cantata Ich habe genug de Bach, de los Cuatro cantos serios de Brahms (así como del Réquiem Alemán) y los Tres sonetos de Michelangelo de Wolf marcan cimas del canto lírico. En su libro el cantante escribe "Mi asociación con Wotan fue producto de la naturaleza y el destino, pero fue un éxito más artístico que personal; en mi corazón soy un cantante de canciones de cámara".

## Actividades relacionadas y vida personal
A partir de los años sesenta empezó una carrera como director de escena, con El anillo del nibelungo en el Covent Garden y sustituyendo a Wieland Wagner en Bayreuth después de su muerte. 
Fue un celebrado y querido maestro de canto y "coaching" en sus papeles emblemáticos (el bajo americano James Morris, entre otros, heredó su interpretación de Wotan).
Murió mientras dormía poco antes de cumplir los 95 años.
Se casó en 1936 con Helga Fischer y tuvo dos hijos, Peter y Gabriele que se casó con el nieto de Richard Strauss.
En 1996 publicó su autobiografía "Der Mai war mir gewogen", Kindler Verlag, ISBN 3-463-40266-1.
En 1984 Penélope Turing editó Hans Hotter: Hombre y artista.

## Audio
- Richard Wagner: Der fliegende Holländer - 1. act
- Richard Wagner: Der fliegende Holländer - 2. act
- Richard Wagner: Der fliegende Holländer - 3. act

- Datos: Q63244
- Multimedia: Hans Hotter / Q63244